# 함흥조차장역
함흥조차장역(咸興操車場驛)은 조선민주주의인민공화국 함경남도 함흥시에 위치한 철도역이다. 화물 열차의 입환 및 조성을 주 업무로 한다.
2008년 12월 20일, 본 역과 비날론선의 비날론역 사이의 전철화 공사가 완공되었다.